# Moquém
O moquém (do tupi antigo moka'ẽ) ou moqueteiro, é uma grelha artesanal de madeira usada para defumar carne ou peixe. Tem o formato quadrangular ou triangular e apoia-se sobre forquilhas de madeira fincadas ao solo.

## História
No século XVI (no contexto do Brasil Colônia) o moquém era usado pelos tupis do litoral do Brasil para assar carne, peixe e, também a carne dos prisioneiros sacrificados.

## Saber tradicional
O saber tradicional é um produto histórico resultado do modo de vida de uma população tradicional (intelecto coletivo ou intelecto cultural), de acordo com o relacionamento com a biodiversidade em que está inserida. Este saber se reconstrói na transmissão oral entre as gerações e, possui uma vísivel aplicação prática na sociedade.